# Matt Keeslar
Matthew "Matt" Keeslar, född 15 oktober 1972 i Grand Rapids i Michigan, är en amerikansk före detta skådespelare. Han är mest känd för att ha roller i produktioner som I varsamma händer, The Run of the Country, The Last Days of Disco, Dune och Skräckens hus.
Matt Keeslar avslutade sin skådespelarkarriär år 2010. Han skulle dock göra ett kortare gästskådespel i TV-serien Grimm år 2015, fem år efter hans skådespelarkarriär hade avvecklats.